# Dolejší mlýn (Jankov)
Dolejší mlýn v Jankově v okrese Benešov je vodní mlýn, který stojí na říčce Chotýšanka. Je chráněn jako nemovitá kulturní památka České republiky; předmětem ochrany je budova mlýna, kolna a pozemky vymezeného areálu.

## Historie
Mlýn je zmíněn v prodejní smlouvě z 2. října 1385, podle které Ludvík z Otradovic a Beneš z Jankova prodali své dědictví „dvůr poplužní .. s poli, lukami, mlýny a rybníky“ Divišovi z Talmberka a Věnkovi z Otradovic za 40 kop grošů. Uveden je také v odhadu statku Jankov ze dne 14. února 1701.
Poslední mlynář Petr Tomášek prodal roku 1908 mlýn poškozený povodní a 10 hektarů polního hospodářství janovskému velkostatku. Velkostatek následně mlýn zrušil a budovu pronajímal na bydlení. Protržená hráz rybníka nebyla obnovena a vysušený rybník byl přeměněn na louku.

## Popis
Mlýnice a obytný dům jsou pod jednou střechou, ale dispozičně oddělené. Budova je zděná, jednopatrová a má skládaný bedněný štít. V interiéru se dochovaly tesařsky zdobené podpůrné sloupy, topeniště, kamna a pec.
Na vodní kolo byla voda vedena z rybníka náhonem a odtokovým kanálem se vracela zpět do říčky. Dochovalo se torzo obyčejného složení; z tyčové stoupy je na původním místě vlevo od mlýnské hranice dřevěný štok se třemi otvory.